# Mangia
Mangia è una frazione di 30 abitanti nel comune di Sesta Godano, nell'alta val di Vara, in provincia della Spezia.

## Geografia fisica
Mangia è una sorta di villaggio rurale fortificato, incassato in una stretta valle sul torrente omonimo, costruito con pietre fluviali arrotondate e caratterizzato da archi e volte sormontate da aie pensili. La frazione si compone di sei località: Mangia centro, Piano di Mangia, Piano, Peeio, Coggiola e Gea Grande.

## Storia
Mangia è un piccolo centro di origine medioevale che ha una caratteristica unica: non è visibile da nessuna parte, se non quando si arriva nella piccola piazza.
A fondare il borgo, secondo la tradizione, è stata nel Trecento la famiglia Cerchi di Firenze, città dove ebbe un gran peso politico essendo ricca e potente. Dilaniata da gelosie e lotte interne ai tempi della divisione in Guelfi bianchi e neri, la famiglia Cerchi fu esiliata e una parte, oltrepassata la Lunigiana, venne a stabilirsi proprio a Mangia, dove fondò un paese invisibile ai nemici ancora assetati di vendetta e di sangue. Molti abitanti del paese ancora oggi portano il cognome Cerchi.
Nella parte alta del paese, oltre la chiesa di Sant'Anna, costruita intorno al 1650, inizia un'antica mulattiera che si inerpica tra le tipiche "piane" coltivate a vitigni; dopo poche centinaia di metri si giunge in un piccolo spiazzo da cui si gode un notevole panorama sulla valle del torrente Mangia, si arriva nella zona detta Zètuarda, un antico insediamento abitativo di cui sono ancora visibili ruderi semi inghiottiti dalla fitta vegetazione. Con molta probabilità si tratta del primo nucleo abitativo della futura Mangia, localizzato in posizione ancora più nascosta e difendibile dell'attuale. Il nome "Zètuarda" è stato trovato anche in diversi testi dove si parla tra l'altro, di un luogo di culto che potrebbe attribuire al luogo una qualche importanza sia dal punto di vista abitativo che storico. Nella tradizione orale si parla di una catastrofe naturale - terremoto o alluvione - che distrusse il centro abitato trascinandolo più in basso, dove fu ricostruito. I pavimenti con mosaici, presumibilmente della chiesa,  negli anni sessanta erano ancora visibili nelle fasce coltivate a vigna e patate sotto poche decine di centimetri di terra.

## Monumenti e luoghi d'interesse

### Architetture religiose
- Chiesa di Sant'Anna.

## Festività
La festa patronale cade il 26 luglio in onore di Sant'Anna. Viene anche festeggiata la Madonna delle Grazie il primo lunedì dopo la Pentecoste.